# Resclosa d'en Bassols i del Molí
Les rescloses d'en Bassols i del Molí pertanyen al municipi d'Argelaguer. Es tracta de dues petites rescloses del riu Fluvià que s'utilitzen per a la generació d'electricitat. La resclosa d'en Bassols queda situada en una plana, cosa que permet una bona ocupació de terreny per part de la vegetació de ribera i helofítica, i la fa molt atractiva per a la fauna. La resclosa del Molí, en canvi, es troba més encaixonada per l'obaga de la serra de Fontanals.
Pel que fa a la vegetació, sota les aigües hi creixen herbassars de Potamogeton i també hi ha llenties d'aigua. A les vores (especialment a la resclosa d'en Bassols) hi prolifera el canyís (Phragmites australis), la boga (Typha dominguensis), les jonqueres de jonc boval (Scirpus holoschoenus), el càrex pèndul (Carex pendula), els herbassars de gram d'aigua (Paspalum paspaloides), etc. La vegetació forestal de ribera hi està molt ben constituïda, amb vernedes i salzedes i espècies com la sarga (S. elaeagnos) i el freixe de fulla petita (Fraxinus angustifolia). L'existència d'aquest bosc de ribera ben conservat fa que aquestes rescloses siguin un punt important de descans per molts ardèids. Així mateix, a la zona hi nidifiquen diverses espècies d'anàtids i s'hi observen amb regularitat diversos limícoles i altres aus aquàtiques.
Els impactes que amenacen la integritat d'aquest espai són la substitució del bosc de ribera per plantacions de pollancres i altres conreus. Actualment, la part de les pollancredes més propera a l'aigua no es conrea intensivament i va sent substituïda progressivament pel bosc de ribera. Es tracta, malgrat tot, d'un espai de notable interès ecològic i d'un gran potencial per a determinats grups faunístics. El tram de riu inclòs a la zona humida de les rescloses d'en Bassols i del Molí forma part de l'espai de la Xarxa Natura 2000